# Мемориальная больница Стронга
Мемориальная больница Стронга (англ. Strong Memorial Hospital, SMH) — медицинское учреждение на 886 койко-мест в составе Медицинского центра Рочестерского университета (URMC) в Рочестере, штат Нью-Йорк, США. Больница открыта в 1926 году и является поставщиком стационарных и амбулаторных медицинских услуг. К ней примыкает детская больница Голисано на 190 койко-мест, которая обслуживает новорожденных, детей, подростков и молодых людей в возрасте до 21 года.

## Профиль
Больница оказывает медицинскую помощь по 40 направлениям и служит первичной больницей и региональным травматологическим центром в районе Рочестера. Она входит в состав Рочестерского университета в качестве практической учебной базы для программ медицинских, стоматологических степеней и аспирантуры на факультете медицины и стоматологии. У Больницы есть собственные уникальные программы в области кардиологической помощи, лечения рака, неврологии, ортопедии и педиатрии. Поскольку это дочерняя академическая исследовательская больница, пациенты имеют доступ к новейшим методам лечения и могут общаться с преподавателями, научными сотрудниками, интернами и студентами-медиками.

## Награды
Больница входит в число «Лучших больниц Америки» по версии US News & World Report, обладает знаком отличия Consumer Choice Award как лучшая районная больница 12 лет подряд.

## Эксперименты над людьми
С 1945 по 1947 год больница была местом проведения экспериментов на людях без их на то согласия в рамках Манхэттенского проекта и, впоследствии, Комиссии по атомной энергии США. Эти эксперименты были впоследствии преданы гласности в журналистском расследовании Эйлин Уэлсом. Здание, примыкающее к больнице и соединенное с ней туннелем, получившее название «Манхэттенская пристройка», было построено в 1943 году как полевой офис Манхэттенского проекта. В течение двух лет, начиная с 1945 года, в общей сложности семнадцати пациентам, поступившим в больницу с несвязанными заболеваниями, без их ведома вводили растворы плутония или урана. Комиссия по атомной энергии следила за пациентами до конца их жизни, а после их смерти Комиссия эксгумировала их останки для тестирования. В 1974 году выжившие пациенты были проинформированы об истинной природе экспериментов.

## Защита участников экспериментов
В настоящее время в больнице действует программа защиты людей, участвующих в научных исследованиях. В 2007 году университет получил аккредитацию от Ассоциации по аккредитации программ защиты исследований человека (Association for the Accreditation of Human Research Protection Programs, AAHRPP). Согласно принципу аккредитации программа защиты участников экспериментов встроена в каждый уровень исследовательской деятельности. Под надзором осуществляются все исследования на людях, даже те, которые освобождены от регулирования Министерством здравоохранения США и Управления по контролю за продуктами и лекарствами.